# Calomys callidus
Calomys callidus es una especie de roedor de la familia Cricetidae.

## Distribución geográfica
Se encuentra en Argentina y Paraguay.